# Richard Yeager
Richard O. Yeager (* 9. Juli 1917 in Olympia, Washington; † September 1979) war ein US-amerikanischer Badmintonspieler.

## Karriere
Richard Yeager gewann bei den 1938 zum zweiten Mal ausgetragenen offenen US-Meisterschaften den Titel im Herrendoppel mit Hamilton Law. Ein Jahr später gewannen beide gemeinsam erneut die Doppelkonkurrenz. Yeager siegte in diesem Jahr zusätzlich noch im Mixed mit Zoe Smith.

## Sportliche Erfolge
| Saison | Veranstaltung | Disziplin    | Platz | Name                          |
| ------ | ------------- | ------------ | ----- | ----------------------------- |
| 1938   | US Open       | Herrendoppel | 1     | Hamilton Law / Richard Yeager |
| 1939   | US Open       | Mixed        | 1     | Richard Yeager / Zoe Smith    |
| 1939   | US Open       | Herrendoppel | 1     | Hamilton Law / Richard Yeager |